# چپوو، استان پومرانی
چپوو، استان پومرانیان (به لاتین: Trzepowo, Pomeranian Voivodeship) یک روستای لهستان در لهستان است که در Gmina Przywidz واقع شده‌است.

## خصوصیات
چپوو ۲۹۵ نفر جمعیت دارد.